# Osteospermum
Az Osteospermum nemzetség az őszirózsafélék családjának Calenduleae nemzetségcsoportjába tartozik.
Korábban Dimorphotheca nemzetség volt a neve, de ma már csak az egynyári fajok tartoznak oda, az évelő fajok az Osteospermum nemzetségbe tartoznak.  Nevét a görög csont+mag szavakból kapta.
A nemzetség kb. 50 faja Afrikában és az Arab-félszigeten honos.
Gyakori dísznövényként való felhasználásuk, a legkedveltebb fajokat, hibrideket, fajtákat egyévesként forgalmazzák, de védett helyen előfordulhat hogy áttelelnek. Gyakori hibridek az O. jucundum, O. ecklonis és az O. grandiflorum fajok között nemesítettek.
Az Osteospermum nemzetség közeli rokona a  Chrysanthemoides kis nemzetségnek is (C. incana és  C. monilifera).

## Fajok

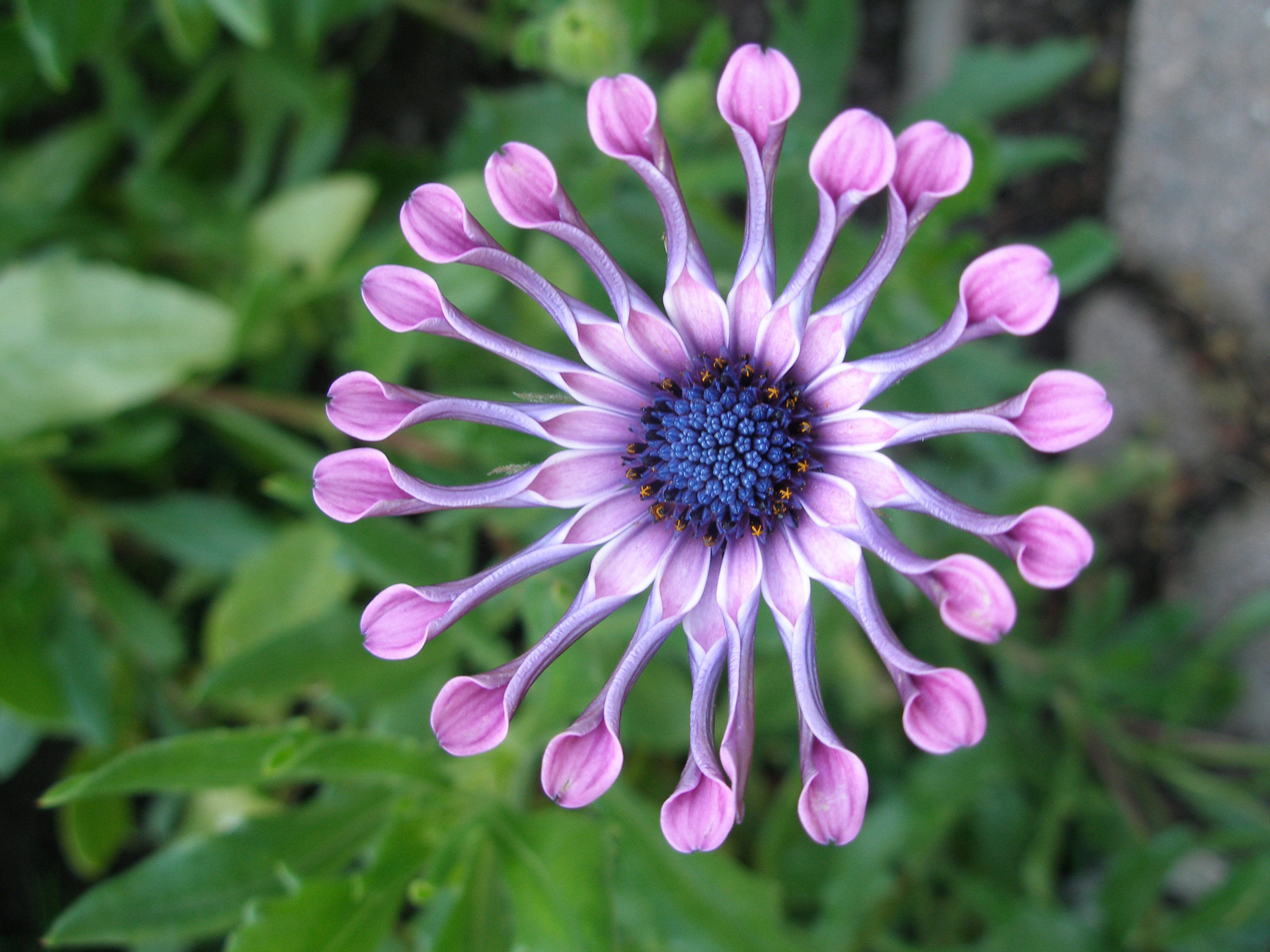
'Pink Whirls' fajta

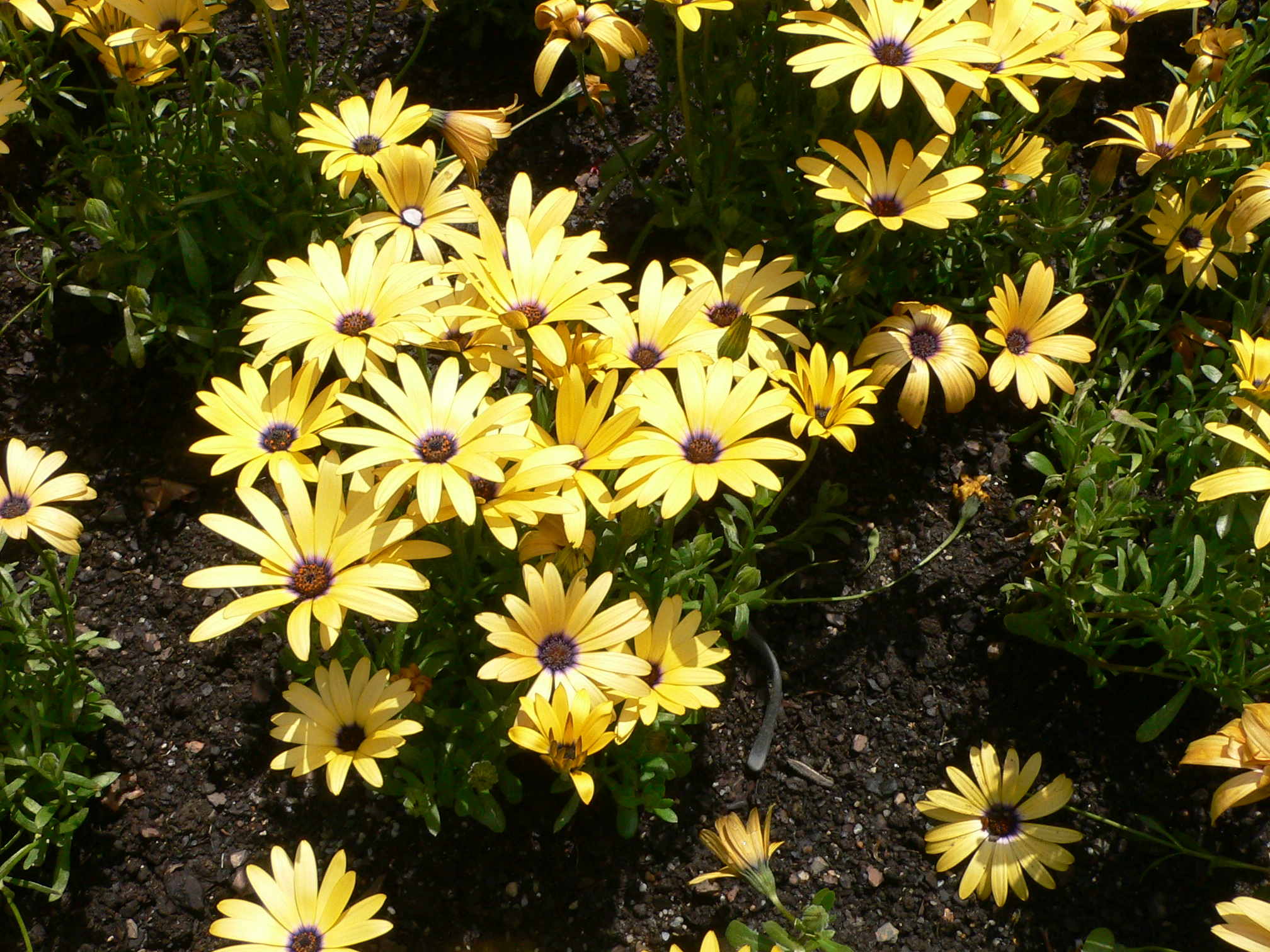
Osteospermum 'Lemon Symphony'

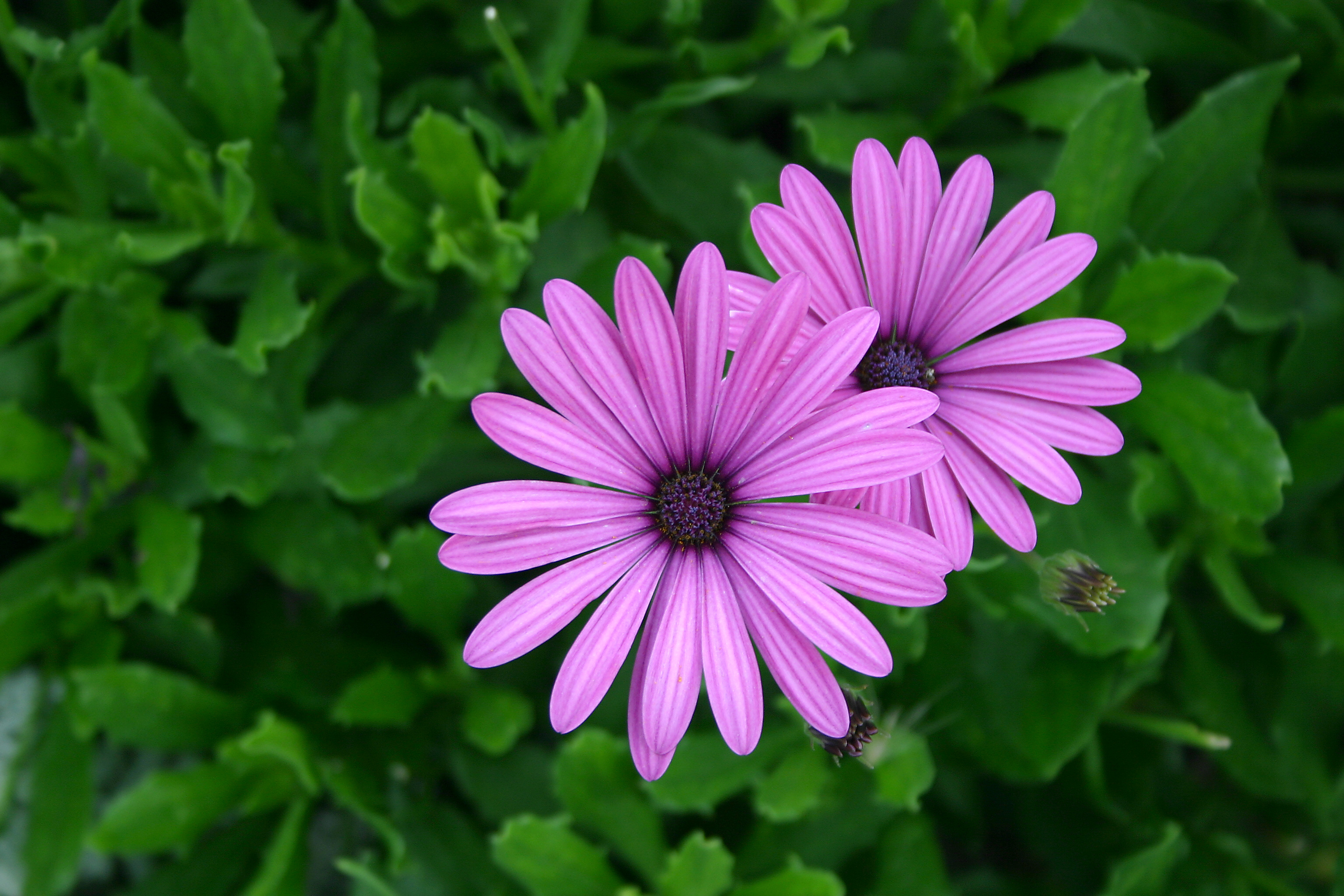
O.barberiae

- Osteospermum acanthospermum (DC.) Norl.,
- Osteospermum aciphyllum DC.,
- Osteospermum armatum Norl.,
- Osteospermum asperulum (DC.) Norl.,
- Osteospermum attenuatum Hilliard & B.L.Burtt,
- Osteospermum australe B.Nord.,
- Osteospermum bidens Thunb.,
- Osteospermum bolusii (Compton) Norl.,
- Osteospermum burttianum B.Nord.,
- Osteospermum calendulaceum L.f.,
- Osteospermum ciliatum P.J.Bergius,
- Osteospermum corymbosum L.,
- Osteospermum ecklonis Norl. – cseppecskevirág,
- Osteospermum elsieae Norl.,
- Osteospermum fruticosum (L.) Norl.,
- Osteospermum glabrum N.E.Br.,
- Osteospermum grandidentatum DC.,
- Osteospermum grandiflorum DC.,
- Osteospermum hafstroemii Norl.,
- Osteospermum herbaceum L.f.,
- Osteospermum hirsutum Thunb.,
- Osteospermum hispidum Harv.,
- Osteospermum imbricatum L.,
- Osteospermum jucundum (E.Phillips) Norl.,
- Osteospermum junceum P.J.Bergius,
- Osteospermum karooicum (Bolus) Norl.,
- Osteospermum lanceolatum DC.,
- Osteospermum leptolobum (Harv.) Norl.,
- Osteospermum microcarpum (Harv.) Norl.,
- Osteospermum microphyllum DC.,
- Osteospermum montanum Klatt,
- Osteospermum muricatum E.Mey. ex DC.,
- Osteospermum pinnatum (Thunb.) Norl.,
- Osteospermum polygaloides L.,
- Osteospermum potbergense A.R.Wood & B.Nord.,
- Osteospermum pterigoideum Klatt,
- Osteospermum pyrifolium Norl.,
- Osteospermum rigidum Aiton,
- Osteospermum rotundifolium (DC.) Norl.,
- Osteospermum scariosum DC.,
- Osteospermum sinuatum (DC.) Norl.,
- Osteospermum spinescens Thunb.,
- Osteospermum spinosum L.,
- Osteospermum striatum Burtt Davy,
- Osteospermum subulatum  DC.,
- Osteospermum thodei Markötter,
- Osteospermum triquetrum L.f..[1]

## Fordítás
- Ez a szócikk részben vagy egészben  az   Osteospermum című angol Wikipédia-szócikk ezen változatának fordításán alapul.  Az eredeti cikk szerkesztőit annak laptörténete sorolja fel. Ez a jelzés csupán a megfogalmazás eredetét és a szerzői jogokat jelzi, nem szolgál a cikkben szereplő információk forrásmegjelöléseként.